# Tuia (nobile)
Tuia (... – ca. 1375 a.C.) è stata una nobile egizia durante la XVIII dinastia.
Fu sposa del nobile Yuya, madre della grande regina Tiy e suocera del faraone Amenofi III, nonna di Akhenaton e bisnonna di Tutankhamon.
| V13 | w | i | w |

Ṯwjw

## Biografia

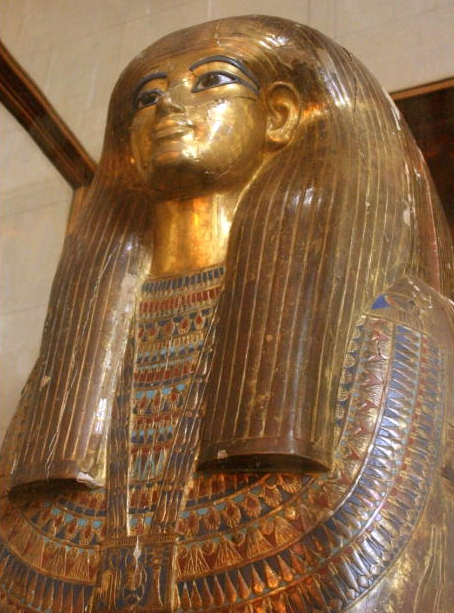
Il sarcofago più interno di Tuia

Si pensa che fosse una discendente della regina Ahmose Nefertari (ca. 1570/1565 - 1500 a.C.), che ebbe un peso rilevante nella religione del Paese e che dopo la sua morte fu divinizzata godendo di una grande venerazione. Anche Tuia ebbe vari incarichi religiosi, fra cui il titolo di Cantrice di Hathor e quello importante di Sovrintendente degli harem di Min ad Akhmim e di Amon a Tebe. Sposò il potente funzionario e facoltoso possidente Yuya, e verosimilmente morì intorno a 1375 a.C., sulla cinquantina.

## Figli
Yuya e Tuia ebbero una figlia di nome Tiy, che divenne Grande Sposa Reale di Amenofi III e fu una donna influente nella storia egizia, sia durante il prospero regno del marito che durante la rivoluzione religiosa del figlio Akhenaton. Quella di Grande Sposa Reale era la massima posizione religiosa del Paese, figurando accanto alla persona del faraone in cerimonie e rituali.
La nobile coppia ebbe inoltre un figlio di nome Anen che fu Cancelliere del Basso Egitto ed ereditò le titolature sacerdotali del padre, compresa quella di Padre del dio.
Potrebbero inoltre aver generato Ay, influentissimo cortigiano e funzionario durante i regni di Akhenaton, Smenkhara e Tutankhamon, e reggente di quest'ultimo data la sua giovane età, e che divenne infine re e successore di Tutankhamon (inverno 1323 a.C.) col nome di Kheperkheperura Ay. Non è accertata la parentela tra i due nobili e Ay, mentre è sicuro che fossero tutti oriundi di Akhmim.

## Tomba
Insieme al marito, Tuia fu sepolta nella Valle dei Re, nella tomba KV46 che fu scoperta il 5 febbraio 1905 da James Edward Quibell, per conto del milionario Theodore Davis e dell'archeologo Arthur Weigall. La loro sepoltura è la meglio conservata fra quelle scoperte prima della tomba di Tutankhamon (1922), loro pronipote.